# روبي ماكنزي
روبي ماكنزي (بالإنجليزية: Robbie McKenzie)‏ هو لاعب كرة قدم بريطاني، ولد في 25 سبتمبر 1998 في كينغستون أبون هال في المملكة المتحدة. لعب مع هال سيتي.

## وصلات خارجية
- روبي ماكنزي على موقع قاعدة بيانات كرة القدم.إي يو (الإنجليزية)